# Infiniti Q30
Infiniti Q30 — хетчбэк компактного премиум-класса, выпускавшийся фирмой Infiniti (брэнд Renault Nissan) с 2015 до 2019 года, первый компактный автомобиль бренда. Построен на базе третьего поколения Mercedes-Benz A-класса. Является плодом совместной разработки Nissan и Mercedes-Benz. В России автомобиль появился в 2016 году по цене от 2,3 млн рублей.

## Появление

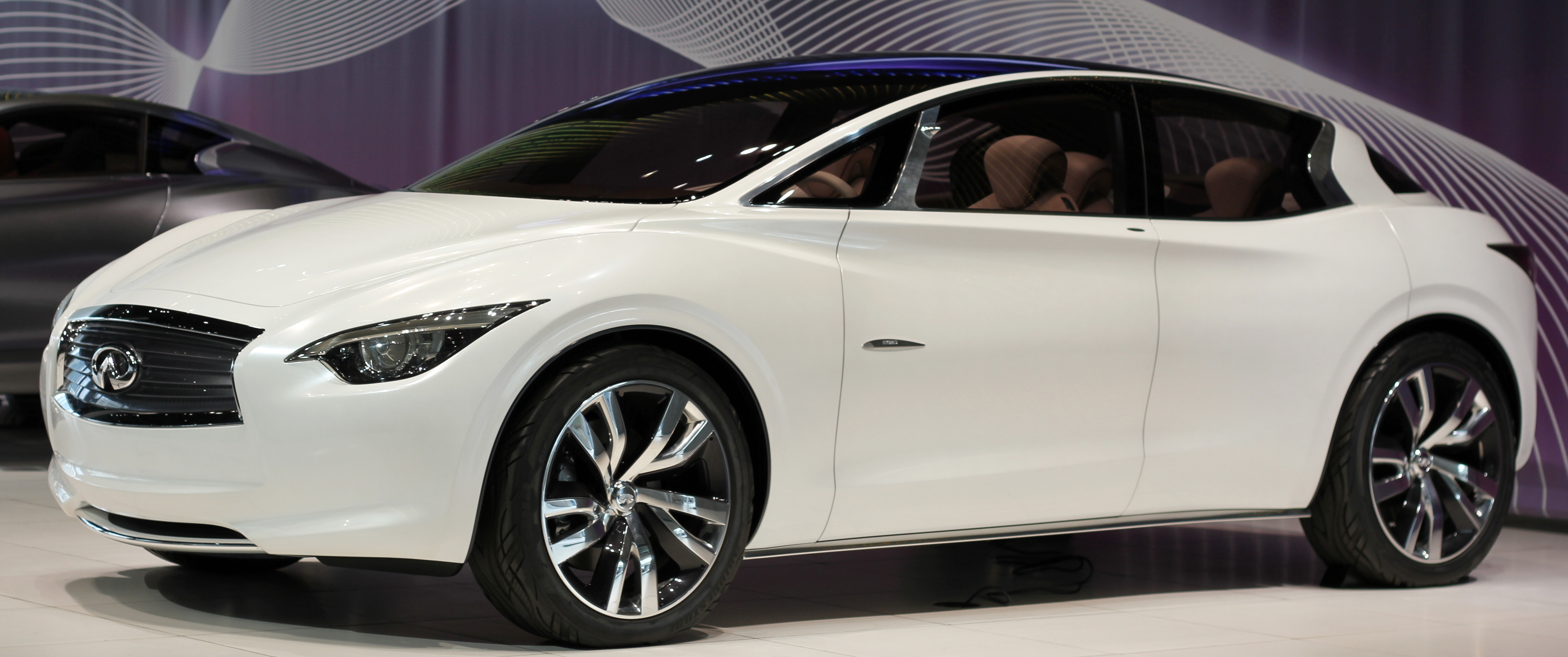
Infiniti Etherea

Свои намерения выпустить компактный автомобиль Infiniti выразили ещё в 2007 году. С самого начала он был заявлен как потенциальный конкурент компактным автомобилям немецкой тройки (тогда Infiniti ещё не подозревали, что в будущем им предстоит выпустить не конкурента, а «близнеца» Mercedes-Benz A-класс). В 2010 году Nissan анонсировали компактный концепт-кар (через несколько месяцев названный Infiniti Etherea). Концепт был представлен на Женевском автосалоне 2011 года. Через год стало известно, что в разработке будет задействована австрийская компания Magna Steyr, на мощностях которой будет собираться будущий компактный хетчбэк. К концу года Infiniti опубликовали данные по будущему автомобилю и перенесли место сборки в Великобританию. Через год на Франкфуртском автосалоне был показан концепт хетчбэка, названный Infiniti Q30 Concept. Целый год брэнд не давал новой информации, и только в 2014 появилась информация, что с разработкой Infiniti Q30 поможет Mercedes-Benz. Через год, в июле 2015 года появились первые фото Q30 (причём с разных ракурсов) и технические данные. В сентябре 2015 года окончательная версия автомобиля была представлена на Франкфуртском автосалоне, в декабре автомобиль поступил в продажу.

## Технические характеристики

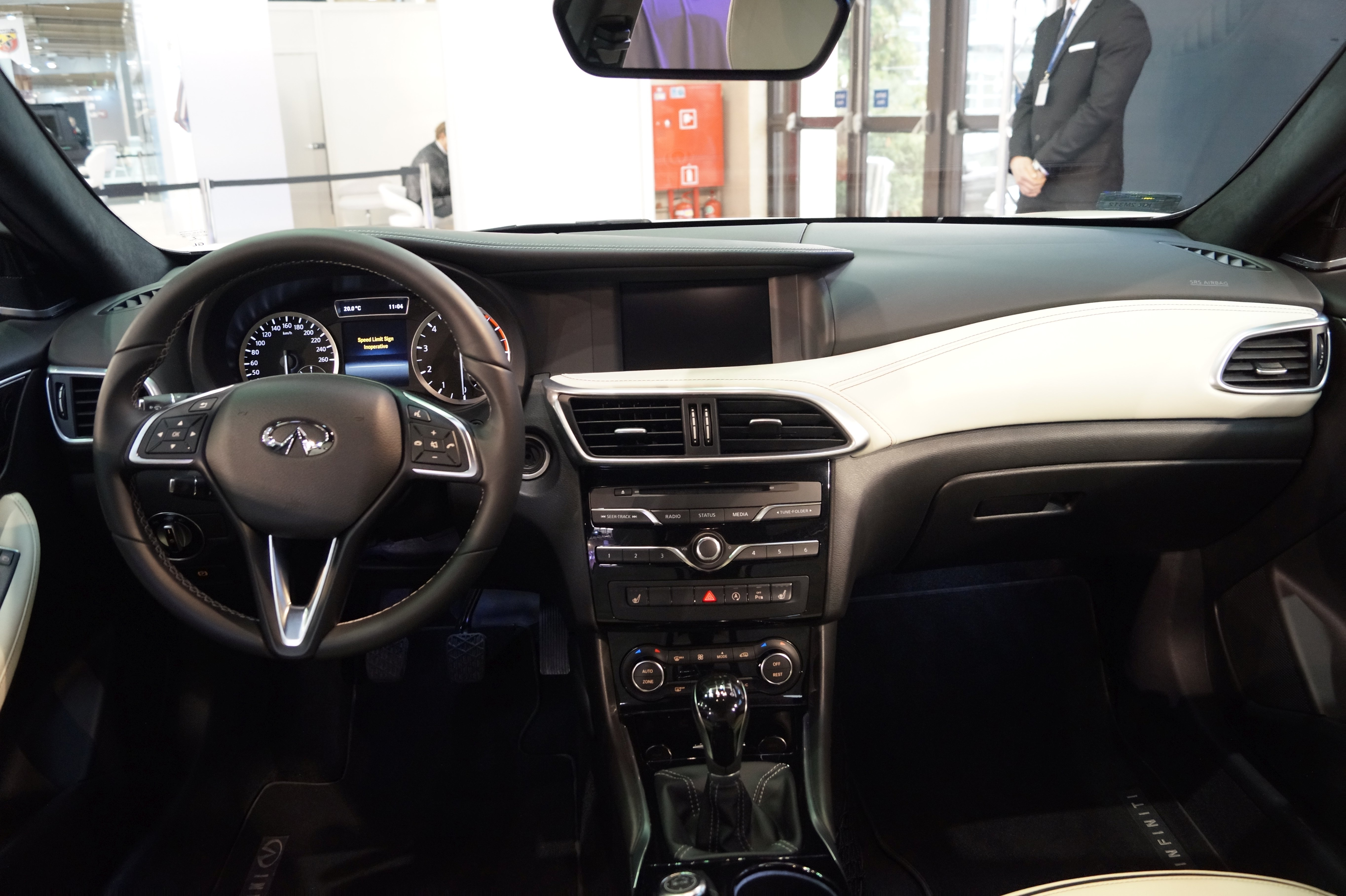
Интерьер Infiniti Q30

Q30 представлен с 4 двигателями: двумя бензиновыми и двумя дизельными объёмом от 1,5 до 2,2 литров. Двигатели отмечались невысокой степенью экологичности. Доступно 2 коробки передач: 6-ступенчатая МКПП и 7-скоростной «робот», а также возможность подключения полного привода.
- Размерность колёс — 215 / 65 / R17
- Подвеска — независимая, пружинная
- Рулевое управление — гидроусилитель руля
- Тормоза — дисковые вентилируемые Brembo
- Диаметр разворота — 11,2 м

Интерьер Q30 получил много черт от А-класса, в том числе кнопки центральной консоли, блок климат-контроля и приборную панель. Однако часть элементов интерьера изменилась (например, селектор управления КПП, экран мультимедийной системы). В целом оснащение автомобилей схоже: помимо уже стандартных для современного автомобиля легкосплавных дисков, биксеноновых фар, датчиков света и дождя, электроподогрева сидений и электропривода зеркал, стёкол и сидений и др., автомобиль может оснащаться парктроником и камерой заднего вида, системой контроля мёртвых зон, панорамной стеклянной крышей и пр. Сиденья автомобиля могут быть как тканевыми («City Black» с фиолетовой прострочкой, либо «Cafe Teak» (чёрно-коричневый цвет) с чёрной прострочкой), так и замшевыми («Dinamica», используется также в обивке потолка и боковых стоек) и кожаными (белая кожа «Gallery White» с прострочкой красного цвета или цвета алькантара) в зависимости от комплектации. Автомобиль имеет 3 комплектации: «Base», «Premium» и «Premium Tech», а также дополнительный пакет «Sport». В базовой комплектации есть Bluetooth, DAB-радио вместо аудиосистемы, кондиционер, но уже есть 7-дюймовый сенсорный дисплей.

## Оценки

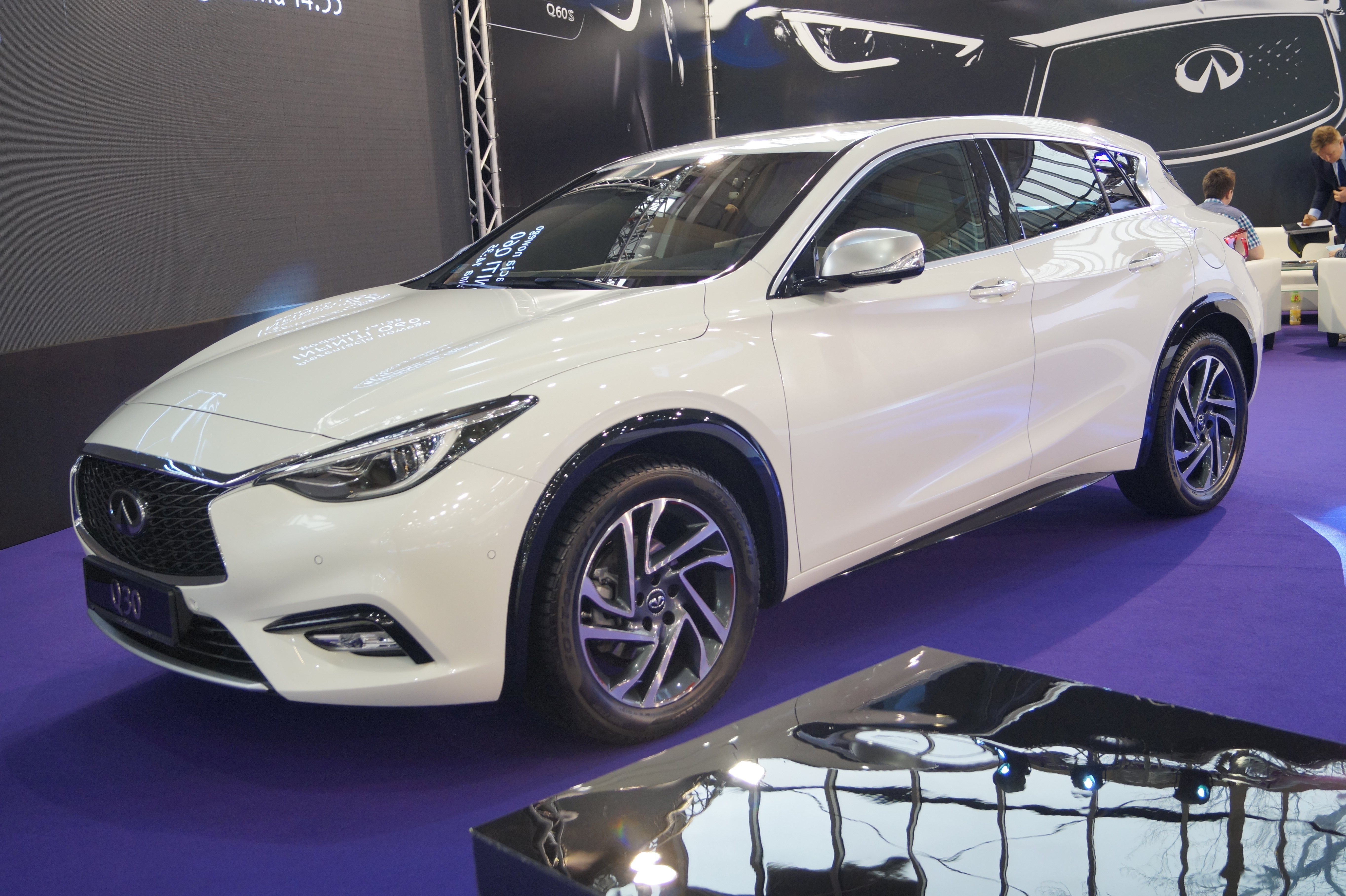
Вид сбоку

Ещё не будучи выпущенным, автомобиль попал в список из 40 претендентов на звание автомобиля года в Европе. В то же время Джереми Кларксон назвал автомобиль одним из худших. В целом у автомобиля отмечали дизайн, комфортабельность и хорошую управляемость (по сравнению с А-классом), но при этом высокую цену, слабую динамичность и тесный салон. Журналисты издания Top Gear дали автомобилю лишь 5 баллов из 10, издания Telegraph — 6 из 10, а издания Auto Express — 3 балла из 5. Основными конкурентами Q30 называли Audi A3, Lexus CT 200h и BMW 1.

## Экспонирование
Q30 выставлялся в качестве экспоната на выставке London Art Fair 2016 года. Одна сторона его кузова была украшена 48 тысячами медных гвоздей, из них же был сделан силуэт человека, высовывающегося из окна. Дизайном занималась художница Рэйчел Дакер.
Кроме того, автомобиль выставлялся как элемент экспозиции «Infiniti формирует будущее» на фестивале скорости в Гудвуде, который ежегодно проходит в летнее время. Автомобиль был полностью помещён в чёрный прозрачный куб, его контуры кузова были подчёркнуты полосой светодиодов. Также с одной стороны куба располагался 3D-экран, на котором в потоке видео рассказывалась эволюция дизайна автомобилей компании.

## Infiniti QX30
Infiniti QX30 — мини-кроссовер, построенный на базе Q30 и выпускающийся с 2016 до 2019 года. От Q30 QX30 отличается увеличенными до 18 дюймов колёсами (можно также заказать автомобиль с колёсами 21 дюйм) и на 30 мм дорожным просветом. Также немного отличается высота и ширина колеи. В остальном автомобили практически одинаковы.
Концепт-кар QX30 был представлен в 2015 году сначала на Женевском автосалоне, а затем на автосалоне в Нью-Йорке. В то же время серийный автомобиль замечался во время дорожных испытаний. Серийный автомобиль был представлен в 2015 году на автосалоне в Лос-Анджелесе и в Гуанчжоу.

## Безопасность
Автомобиль оснащается 6 подушками безопасности, антиблокировочной системой, системой стабилизации автомобиля, системой помощи при трогании в гору. Q30 прошёл тест Euro NCAP в 2015 году и заработал все 5 баллов:
| Euro NCAP                                                         | Euro NCAP | Euro NCAP | Euro NCAP             |
| ----------------------------------------------------------------- | --------- | --------- | --------------------- |
| · общий рейтинг                                                   |           |           |                       |
| 84%                                                               | 86%       | 91%       | 81%                   |
| взрослый пассажир                                                 | ребёнок   | пешеход   | активная безопасность |
| Протестированная модель: Infiniti Q30 1.5d MT Premium, LHD (2015) |           |           |                       |

## Продажи
| Год  | Infiniti Q30, шт. | Infiniti QX30, шт. |
| ---- | ----------------- | ------------------ |
| 2016 | 29                | 30                 |
| 2017 | 186               | 211                |
| 2018 | 29                | 133                |
| 2019 | 6                 | 2                  |

Продажи в Европе:
| Год (Q30) | Продажи (шт.) | Год (QX30) | Продажи (шт.) |
| 2016      | 8453          | 2016       | 633           |

Продажи Q30 и QX30 в США и Канаде (там они учитываются как один и тот же автомобиль):
| Год (США) | Продажи (шт.) | Год (Канада) | Продажи (шт.) |
| 2016      | 2259          | 2016         | 439           |